# Low Cost Autonomous Attack System
Das Low Cost Autonomous Attack System (engl. Low Cost, „Billiges“ und Autonomous Attack System, „Selbständiges Angriffssystem“, kurz LOCAAS) ist ein ab 1998 von der US Air Force entwickeltes Drohnensystem, zur Bekämpfung von gepanzerten und ungepanzerten Fahrzeugen. Das Entwicklungsprogramm wurde Ende der 2000er Jahre eingestellt.
Bis Anfang 2009 hat das Programm ungefähr 150 Mio. US$ gekostet, die Kosten pro Einheit wurden auf 30.000 US$ kalkuliert, basierend auf einer Produktion von 12.000 Drohnen.
Nachdem die Drohnen von einer Plattform abgeworfen worden sind, werden sie von einem satellitengestützten Navigationssystem wie dem Global Positioning System (GPS) oder mittels inertialen Navigationssystem (INS) zu ihrem Zielgebiet geführt, wo sie sich in den Warteflug begeben (Loitering Weapon). Ein Laserradar markiert die Ziele, schätzt ihre Entfernung und erkennt ihre 3D-Geometrie. LOCAAS wählt dann das Ziel mit der höchsten Priorität aus sowie die Waffe mit der größten Effizienz.
Aufgrund ihrer tödlichen Wirkung wird diese Art Drohne umgangssprachlich auch „Killer-Biene“ genannt. Der Vergleich zur Biene entsteht auch durch die gemeinsame Bewegung im Schwarm, denn die Drohnen werden von einem Algorithmus gesteuert, der auf dem Boidsmodell von Craig Reynolds beruht.